# Мислова (Хмельницький район)
Село Мислова знаходиться в південно-західній частині України на Подільській височині. Це - крайня західна точка Хмельницької області. Село Мислова входить до складу Волочиської  міської громади.
Площа населеного пункту - 1,076 кв.км. Населення становить 365 чоловік. У села Мислова чудове місце розташування. До адміністративного центру Волочиської  об’єднаної територіальної громади   міста  Волочиська - 5 км , до адміністративного центру іншої громади смт. Підволочиськ Тернопільської області – 10 хвилин ходьби ( фактично село Мислова і смт Підволочиськ розділяють міст через річку Збруч та  перехід через Оболонь.) Також наше село Мислова має дуже вигідне транспортне сполучення, так як через село проходить траса державного значення Умань-Львів-Краківець ( відстань до обласного центру Тернопіль-38 км,а до обласного центру Хмельницький – 76 км.), тричі на день є автобусне сполучення Мислова-Підволочиськ-Волочиськ, до залізничного вокзалу смт Підволочиськ – до 2 кілометрів.
Орендатори земельних паїв - СТОВ «Терра» та  ТОВ «Волочиськ Агро»

## Історія
Перша писемна згадка —згадується в акті про поділ володінь князів Збаразьких від 9 липня 1463 року.
Від покоління до покоління переходить цікава легенда про село Мислова. Давним-давно, ще з незапам'ятних часів росли у цій місцевості густі незаймані ліси. В цій діброві привільно і мирно вживалися бурі ведмеді і саблезубі тигри, стрункі олені та граціозні лані, зграї сірих вовків та диких собак. Одного дня, переслідуючи пораненого оленя, забрів якось сюди Ант, мисливець недалекого племені, і сподобалась йому ця місцевість, і лишився він тут жити. Село на честь свого першого господаря, мисливця Анта, стали називати Мисловою. Назва села, ймовірно, походить від слова, що означає мисливські угіддя, мисливський будинок – «мислівка»;
Інша версія походження  назви села випливає само собою , тобто назва походить від унікальної голубої глини - мислівки, за словником Грінченка – біла глина, поклади якої знаходилися на берегах річечки Грабарки (притока Збруча).,і  яку використовували для виготовлення глиняного посуду .
Вперше поселення Мислова згадується в акті про поділ володінь князів Збаразьких від 9 липня 1463 року. За часів Галицько-Волинського князівства і в наступні віки біля села проходив великий торговий шлях із Заходу на Схід. Село зазнавало частих набігів татар і інших завойовників. Мислова з 1629 року входить до складу Волочиської волості в яку також  входило і  13 навколишніх сіл: Поляни, Головчинці, Канівка, Морозівка. Лозова, ст. Рзія, Супрунів, Нимиренці, Федірки, Завалійки, Курники, Криваченці і Промна якими володів великий волинський магнат князь Юрій Збаразький каштелян Краківський.
З 1569 року село належало до Кременчуцького повіту Волинського воєводства. Яким тільки панам не належало село Мислова: і литовцям, і полякам, і австрійцям, і туркам. Пани нещадно експлуатували селян. Це стало причиною активної участі населення у визвольній війні проти польсько-шляхетського панування. В окремих сім'ях мисловчан зберігаються відомості про те, що їх предки хоробро воювали у війську Богдана Хмельницького - це козаки Малащук І., Корженівський К., Павенський І. В 1772-1793 роках правобережна частина села відійшла до Австрії, лівобережна - до Росії.
З того часу на карті з'явилось дві Мислови. Після реформи 1861 року селянські двори одержали право на землю садибну і польову. Проте її потрібно було ще викупити у пана. На початку ХХ століття один селянський двір володів в середньому 3,5 десятинами землі. Більша частина землі була зосереджена в руках поміщиці Ю. Ледуховської, котрій належало село. Сама поміщиця жила у Волочиську в тому місці, де тепер старий парк і професійний ліцей. Тяжке життя і безправ'я примушувало селян до активних форм протесту. Так, восени 1907 року вони відмовилися збирати врожай, вимагаючи підвищення платні.
Навесні 1909 року окремі селяни знову відмовились працювати на панському полі. І знову повітовий справник змушений був викликати військовий загін.
В 1865 році в Мислові відкрилася парафіяльна двокласна школа.
В 1916 році школа стара чотирикласною. Великою повагою користувалися вчителі Деркачук Дмитро Васильович, Фріда Захарівна Мосьондз. Грамотними серед дорослого населення було всього декілька чоловік, серед них Мельник Сидір, Любар Петро, Малащук Гнат. Лікарні в селі не було. До хворих викликали фельдшера Фогельмана Гершка, який проживав у Волочиську-1.
Під час першої світової війни жителі Мислови, яка опинилася в зоні військових дій, зазнали всяких бід прифронтового життя. В 1914 році були мобілізовані і воювали Ящишин Григорій, Стасюк Ларіон. За хоробрість вони були нагороджені військовими нагородами ( залізними хрестами).
7 (20) листопада 1917 року, відповідно до Третього Універсалу Української Центральної Ради, увійшло до складу Української Народної Республіки.
У кінці лютого 1918 року в Мислову вступили австро-німецькі війська.
21 листопада 1920 року село було остаточно окуповане більшовиками.
На територія села Мислова діяла одна  із 18 застав Волочиського прикордоного загону у 1926-1939 роках.
У 1929 році розпочався процес примусової колективізації.Спочатку колгосп називався імені Котовського, потім - "20-річчя жовтня". Першим головою колгоспу був Барболюк І.К.
В 1930-40 рр. головою колгоспу працював Єремішин Г.В. ( в 1941 році він загинув на фронті). Землі в колгоспі було небагато - 400 гектарів. Тяглова сила-коні і воли. Врожаї збирали мізерні. В цей час посилились репресії щодо селян, які уміли працювали біля землі. Їх розкуркулювали, висилали в Сибір, Якутію. Така доля спіткала Зданевича А., Дацюка А. та інших. 
СПИСОК РЕПРЕСОВАНИХ ГРОМАДЯН, АРХІВНО-СЛІДЧІ СПРАВИ НА ЯКИХ ЗБЕРІГАЮТЬСЯ В ДЕРЖАВНОМУ АРХІВІ ХМЕЛЬНИЦЬКОЇ ОБЛАСТІ*
| N  | ПІБ | ПРИМІТКА |
| 1  | Бараболя Іван Григорович, 1906 р.н., с. Мислова Волочиського району, ДАХмО, Р-6193, оп. 12, спр. П-29690       |          |
| 2  | Бараболя Макар Прокопович, 1896 р.н., с. Мислова Волочиського району, ДАХмО, Р-6193, оп. 12, спр. П-14163      |          |
| 3  | Гудзь Іван Максимович, 1916 р.н., с. Мислова Волочиського району, ДАХмО, Р-6193, оп. 12, спр. П-6254           |          |
| 4  | Дацюк Антон Гнатович, 1891 р.н., с. Мислова Волочиського району, ДАХмО, Р-6193, оп. 12, спр. П-7345            |          |
| 5  | Добротвор Гнат Тимофійович, 1893 р.н., с. Мислова Волочиського району, ДАХмО, Р-6193, оп. 12, спр. П-15094     |          |
| 6  | Добротвор Олександр Степанович, 1896 р.н., с. Мислова Волочиського району, ДАХмО, Р-6193, оп. 12, спр. П-29884 |          |
| 7  | Добротвор Степан Тимофійович, 1901 р.н., с. Мислова Волочиського району, ДАХмО, Р-6193, оп. 12, спр. П-6923    |          |
| 8  | Добротвор Степан Тимофійович, 1901 р.н., с. Мислова Волочиського району, ДАХмО, Р-6193, оп. 12, спр. П-14203   |          |
| 9  | Любар Корній Іванович, 1906 р.н., с. Мислова Волочиського району, ДАХмО, Р-6193, оп. 12, спр. П-6523           |          |
| 10 | Любар Тимофій Михайлович, 1907 р.н., с. Мислова Волочиського району, ДАХмО, Р-6193, оп. 12, спр. П-27715       |          |
| 11 | Малащук Гнат Маркович, 1880 р.н., с. Мислова Волочиського району, ДАХмО, Р-6193, оп. 12, спр. П-10540          |          |
| 12 | Мартинчук Яків Єрмолайович, 1885 р.н., с. Мислова Волочиського району, ДАХмО, Р-6193, оп. 12, спр. П-4828      |          |
| 13 | Мельник Григорій Федорович, 1909 р.н., с. Мислова Волочиського району, ДАХмО, Р-6193, оп. 12, спр. П-29111     |          |
| 14 | Мельник Степан Семенович, 1898 р.н., с. Мислова Волочиського району, ДАХмО, Р-6193, оп. 12, спр. П-27198       |          |
| 15 | Одійчук Тимофій Кіндратович, 1895 р.н., с. Мислова Волочиського району, ДАХмО, Р-6193, оп. 12, спр. П-10462    |          |
| 16 | Покришка Федора Лук'янівна, 1890 р.н., с. Мислова Волочиського району, ДАХмО, Р-6193, оп. 12, спр. П-29884     |          |
| 17 | Робак Михайло Кузьмич, 1899 р.н., с. Мислова Волочиського району, ДАХмО, Р-6193, оп. 12, спр. П-29884          |          |
| 18 | Стасюк Сава Григорович, 1885 р.н., с. Мислова Волочиського району, ДАХмО, Р-6193, оп. 12, спр. П-13908         |          |
| 19 | Стасюк Юрій Дмитрович, 1899 р.н., с. Мислова Волочиського району, ДАХмО, Р-6193, оп. 12, спр. П-15068          |          |
| 20 | Чорний Дмитро Стратонович, 1882 р.н., с. Мислова Волочиського району, ДАХмО, Р-6193, оп. 12, спр. П-10462      |          |
| 21 | Чорний Микита Миколайович, 1894 р.н., с. Мислова Волочиського району, ДАХмО, Р-6193, оп. 12, спр. П-10462      |          |

У період штучно зорганізованого владою голоду 1932–1933 років в Мислові померли від голоду понад десятеро людей, здебільшого з багатодітних родин. 
Зі споминів  Ганни Кіндратівни Федючок: «Звістка про те, що селом ходять активісти — злі, недобрі люди, — швидко розносилася Мисловою. Проте насправді заховати щось від них було надто важко. Забирали все: борошно, хліб, квасолю, буряки, моркву, вигрібали з льохів картоплю, залазили у скрині й тягли звідти рядна, одяг».Зі споминів Ганни Степанівни Наливайко дізнаємося, що голодні мислівчани «ходили, мов сновиди, полями, викопували гнилу картопельку, крали з кагатів напівгнилі буряки. З липового та дубового листя мама пекла пампушки. Брати Василь і Сашко померли. Через рік і батько відійшли». Після Великодня у квітні 1934-го чоловіків 30–45 років, які не перебували в колгоспі, насильно із сім’ями вивезли в теперішню Запорізьку область на хутір Володимирівка. Дозволили із собою взяти деякий сільськогосподарський реманент. Доправили їх у степ, щоправда, біля джерел, і кинули напризволяще. Довелося рити землянки, братися за сівбу. Здивуванню не було меж, що впродовж двох років ніхто до них не приїжджав і не забирав збіжжя
Йшов час, держава надавала селу допомогу, з'явилася техніка, збільшилась урожайність зернових. Напередодні війни в колгоспі вже було два трактори, чотири сівалки, три жатки, молотарка.
В липні 1941 року в село зайшли німці. В селі стояла словацька частина яка виконувала роль поліцейської та  прикордоної служби між ДИСТРИХТ ГАЛИЧИНА (адміністративна одиниця в складі ген. губернаторства ) та округом Україна.
12 березня 1944 року у село звільнили радянські війська. Мислова була звільнена частинами 10-го гвардійського Уральського добровольчого танкового корпусу під командуванням генерал-лейтенанта Балова Є.О. та 8-ї стрілецької гвардійської дивізії.
В 1967 році артіль влилась в колгосп "Червона зірка". На той час це було багате господарство. В 1970 році грошові прибутки в артілі становили 1 млн. 500 тис. карбованців. За сумлінну працю орденом Леніна нагороджений бригадир рільничої бригади Л.С.Покришко.
В 1990 році побудована нова школа. З 1996 року це неповна середня школа, у якій на даний час навчається 38 учнів.
В 1987 році введено в експлуатацію фельдшерський пункт. В селі Мислова працює один магазин.
За кошти правління СВК "Червона зірка" і  жителів села  в 1997 році побудовано церкву.
В 2007 році проведено капітальний ремонт Мисловецького клубу, встановлено пам'ятний знак жертвам Голодомору 1932-1933 років в Україні.
12 червня 2020 року, відповідно до розпорядження Кабінету Міністрів України № 727-р «Про визначення адміністративних центрів та затвердження територій територіальних громад Хмельницької області», увійшло до складу Волочиської міської громади.
19 липня 2020 року, в результаті адміністративно-територіальної реформи та ліквідації Волочиського району, увійшло до складу новоутвореного Хмельницького району.

## Населення

### Мова
Розподіл населення за рідною мовою за даними перепису 2001 року:
| Мова       | Відсоток |
| ---------- | -------- |
| українська | 98,9%    |
| російська  | 1,1%     |

## Сьогодення
Є церква Преображення Господнього (1998).
Діє (закрито 2019рікj)школа I—II ст., медпункт, клуб. Працює філія декоративних рослин розсаднику-теплиці ТОВ TERRA PLANTS.